# کولتسین
کولتسین (به آلمانی: Kölzin) یک منطقهٔ مسکونی در آلمان است که در گوتسکو واقع شده‌است. کولتسین ۵۲ نفر جمعیت دارد.